# Cumbia vénézuélienne
La cumbia vénézuélienne (espagnol : cumbia venezolana), autrefois appelée chucu-chucu, est l'adaptation et la fusion de la cumbia colombienne à des éléments de musique vénézuélienne.

## Histoire
Le groupe Billo's Caracas Boys, formé par Billo Frómeta, s'est installé au Venezuela avec une connaissance approfondie de la musique tropicale antillaise du nord du continent, étant un expert en merengue. Lorsqu'il commence à enregistrer au Venezuela, il le fait d'abord avec des rythmes musicaux tels que le merengue, la guaracha et le son montuno, ainsi que des boléros, très populaires à l'époque. Plus tard, il inclura dans son répertoire musical la cumbia colombienne qui se consolide sur le continent. Ainsi, l'orchestre de Billo Frómeta, avec un groupe de metal qui jouait de la musique afro-antillaise et en particulier du merengue, jouait de la cumbia mêlée au merengue, un mélange qui a donné naissance à une sorte de cumbia tropicale, un style similaire à la cumbia mexicaine, mais sans lien entre eux. Ce style tropical, dansant et movida de cumbia-merengue, créé au Venezuela ainsi que les tendances de l'époque, incluant le güiro dans sa musique comme le feront immédiatement Hugo Blanco et Mario Carniello, évoluera et fera partie de la marque tropicale des orchestres vénézuéliens qui deviendront populaires sur le continent tout au long des années 1970 et 1980.
Lorsqu'elle a été introduite en Colombie, elle était appelée « chucu-chucu », elle se distinguait clairement de ce qui se faisait en Colombie, et ce pays a baptisé le style vénézuélien de ce nom, chucu-chucu. Elle est apparentée sur le plan sonore et présente des traits similaires à la cumbia tropicale du Mexique. Cependant, ses origines sont différentes. Les orchestres vénézuéliens jouaient surtout des morceaux de merengue avec des cumbiones (le rythme plus rapide de la cumbia) et incluaient une plus grande variété de cuivres, comme les saxophones barytons par exemple, qui étaient utilisés dans le swing populaire de l'époque. En fait, dans les enregistrements de cumbia colombienne et péruvienne, on entend à plusieurs reprises une expression populaire y con mucho swing (« et avec beaucoup de swing »), dérivée de cet héritage des airs de cuivres du swing.
Hugo Blanco et Mario Carniello sont les deux musiciens vénézuéliens qui ont donné à la cumbia la plus grande reconnaissance dans le pays et à l'étranger au cours des années 1960. Hugo Blanco s'est caractérisé par l'utilisation constante de la harpe llanera dans ses compositions (un instrument essentiel de l'orchestre joropo), mais en la fusionnant avec des rythmes caribéens, dont la cumbia.
Il convient de mentionner tout particulièrement Nelson Henríquez et Pastor López, qui ont joué un rôle clé dans la consolidation définitive de la cumbia vénézuélienne en Amérique latine. La cumbia dansante pour big bands créée au Venezuela au début des années 1970 par des orchestres tels que Billo's Caracas Boys ou Los Melódicos - à qui l'on doit la création du style connu sous le nom de cumbia-merengue, raspa ou chucu-chucu (en Colombie) - a été consolidée par Nelson Henríquez.